# بذر سرکش
بذرسرکش بذرهای مقاومی هستند که در طول نگهداری در شرایط خارج از محل، در برابر خشک شدن و انجماد دوام نمی‌آورند. به‌طور کلی، این بذرها نمی‌توانند در برابر اثرات خشک شدن یا دمای کمتر از ۱۰ درجه سانتیگراد (۵۰ درجه فارنهایت) مقاومت کنند؛ بنابراین، نمی‌توان آنها را مانند بذرهای ارتدوکس برای مدت طولانی ذخیره کرد زیرا ممکن است قوه نامیه خود را از دست بدهند. گیاهانی که بذرهای مقاوم تولید می‌کنند که شامل آووکادو، انبه، منگوستین، لیچی، کاکائو، درخت کائوچو، برخی از درختان باغبانی، گیاهان آبزی مانند نیلوفر آبی مقدس و چندین گیاه مورد استفاده در طب سنتی، مانند گونه‌های ویرولا هستند. به‌طور کلی باید، اکثر گونه‌های پیشگام مدارگان دارای بذرهای ارتدوکس هستند، اما بسیاری از گونه‌های اوج دارای بذرهای مقاوم یا حد واسط هستند.

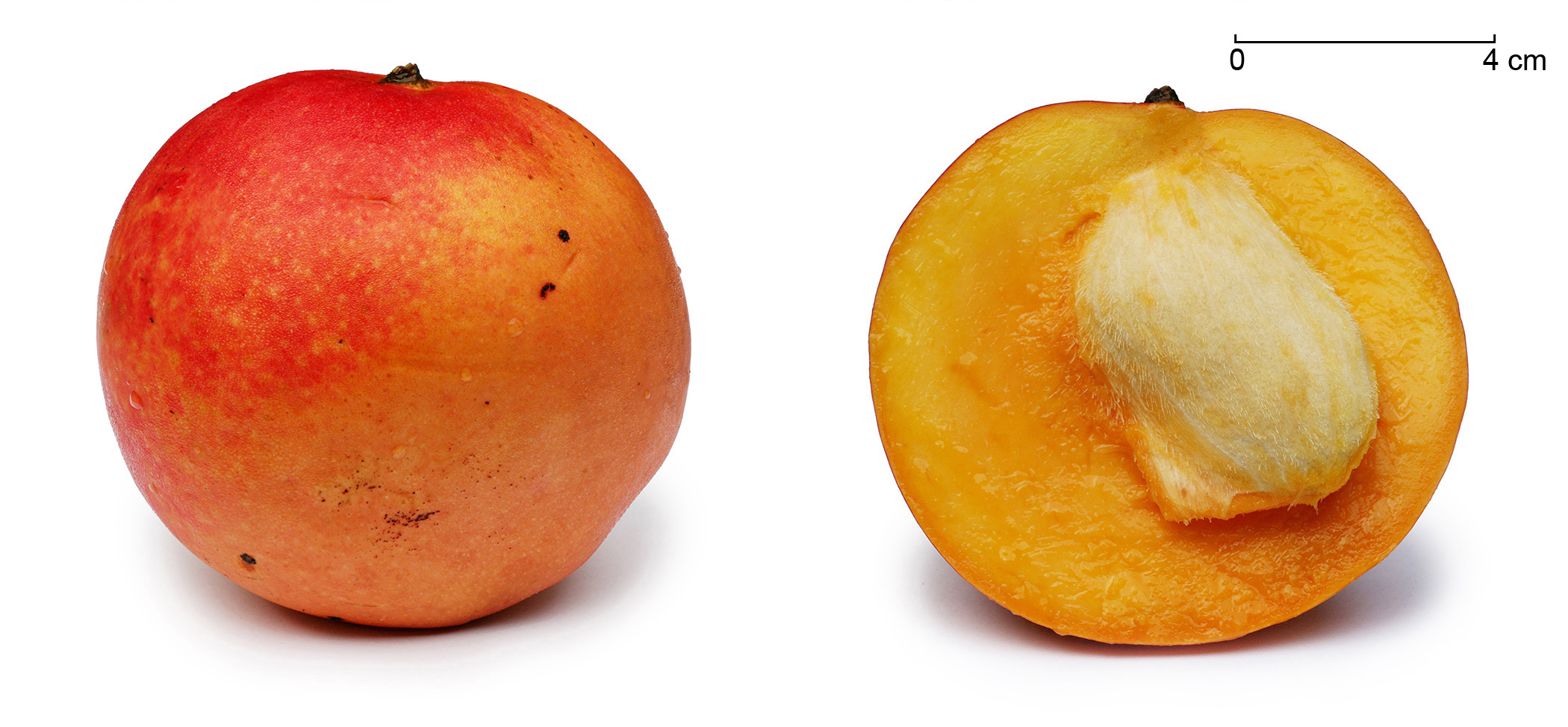
عکس یک انبه کامل و یک انبه خرد شده که هسته آن را نشان می‌دهد، که تقریباً ۱/۳ اندازه کل میوه است

## مکانیسم‌های آسیب

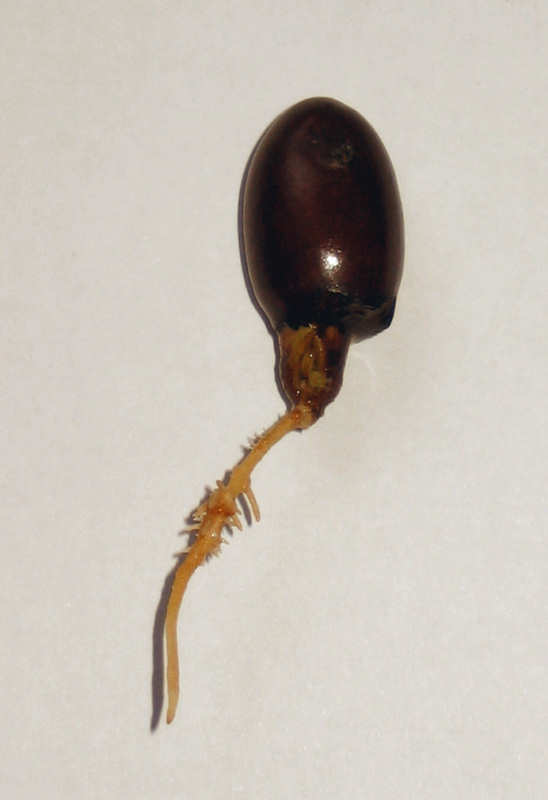
جوانه زدن بذر سرخالو به همراه ریشه چه آن

دو مکانیسم اصلی که باعث آسیب به دانه‌های مقاوم می‌شوند، اثرات خشک شدن بر ساختارهای درون سلولی و آسیب متابولیکی ناشی از تشکیل مواد شیمیایی سمی مانند رادیکال‌های آزاد است. نمونه‌ای از نوع اول آسیب در برخی از دانه‌های چوب سخت مقاوم غیرگرمسیری، به ویژه بلوط‌های مقاوم، یافت می‌شود که می‌توانند تا دو سال در حالت غیر منجمد نگهداری شوند، مشروط بر اینکه اقدامات احتیاطی در برابر خشک شدن انجام شود. این دانه‌ها پس از ۳ تا ۴ روز خشک شدن، زوال لیپیدها و پروتئین‌های غشای سلولی را نشان می‌دهند. سایر دانه‌های مقاوم، مانند دانه‌های شاه بلوط شیرین، آسیب اکسیداتیو ناشی از متابولیسم کنترل نشده‌ای را که در طول فرایند خشک شدن رخ می‌دهد، نشان می‌دهند.

## ذخیره‌سازی
نگهداری بذرهای مقاوم همچنان در مرحله آزمایش است. برخی از رویکردها عبارتند از:
- خارج کردن جنین از داخل رحم برای انجماد (با نیتروژن مایع) است.[۸]
- انجماد کل بذر در محلول ضد انجماد.[۹]

بذرهای حد واسط از نظر قابلیت بقا، بین بذرهای ارتدوکس و رکالسیترانت قرار دارند و ویژگی‌های منحصربه‌فردی دارند که آنها را از سایر انواع بذر متمایز می‌کند. این دسته از بذرها معمولاً در ابتدا با عدم توانایی در تحمل شرایط ذخیره‌سازی خشک و انجماد معمولی شناسایی می‌شوند. برخلاف بذرهای ارتدوکس که قابلیت تحمل خشکی شدید و انجماد را دارند، و بذرهای رکالسیترانت که به هیچ وجه قادر به تحمل خشکی نیستند، بذرهای حد واسط از برخی ویژگی‌های هر دو گروه بهره‌مند هستند. آنها ممکن است نتوانند در شرایط بسیار خشک زنده بمانند، اما در صورتی که به شکل مناسب ذخیره‌سازی شده باشند، امکان بقای طولانی‌تری دارند. این بذرها معمولاً در محیط‌های خاصی مانند جنگل‌های گرمسیری و مناطقی با رطوبت بالا یافت می‌شوند. دستورالعمل مناسب برای ذخیره‌سازی آنها شامل نگهداری در یخچال با دمای کنترل‌شده و رطوبت نسبی بین ۴۵ تا ۶۵ درصد است. این شرایط به حفظ رطوبت داخلی بذر کمک کرده و مانع از خشک شدن بیش از حد آن می‌شود. در چنین شرایط یباید از بذرهای حد واسط می‌توانند تا حدود پنج سال بدون از دست دادن توانایی جوانه‌زنی خود ذخیره شوند. رعایت این اصول می‌تواند تأثیر بسزایی در حفظ کیفیت و قابلیت بقا این بذرها داشته باشد.